# RSC Anderlecht in het seizoen 1984/85
RSC Anderlecht probeerde in het seizoen 1984/85 voor de 18e keer kampioen te spelen. Trainer Paul Van Himst, die twee jaar op rij de finale van de UEFA Cup had bereikt, kreeg opnieuw een kans om de titel te pakken. Het clubicoon beschikte over een zo goed als ongewijzigde spelerskern, maar dat weerhield hem niet om zijn team aanzienlijk beter te laten voetballen. In de competitie ging Anderlecht zinderend van start met een 2-9 overwinning op het veld van het naburige Racing Jet de Bruxelles en een 7-1 zege tegen KSC Lokeren. Hoge scores waren geen uitzondering in het seizoen 1984/85. Anderlecht verloor uiteindelijk slechts één keer, op de 32e speeldag tegen KV Kortrijk (3-1). Paars-wit, dat ook goed was voor 100 competitiedoelpunten, was toen al twee weken zeker van de landstitel.
In de UEFA Cup zat er ditmaal geen finale in. De jongens van Van Himst sneuvelden in de 1/8e finales, waarin Real Madrid veel te sterk bleek. Bij de Koninklijken mocht oud-Anderlechtspeler Juan Lozano in de terugwedstrijd starten. Real won dat duel met 6-1, nadat Anderlecht de heenwedstrijd met 3-0 had gewonnen.
In de beker bereikte Anderlecht zonder veel moeite de kwartfinales. Paars-wit werd uiteindelijk uitgeschakeld door het Club Luik van trainer Robert Waseige, die na het seizoen verkozen werd tot beste trainer.
Het 18-jarig toptalent Enzo Scifo kreeg begin 1985 de Gouden Schoen.

## Spelerskern
| Naam               | Nationaliteit | Geboortedatum | Vorige club            |
| ------------------ | ------------- | ------------- | ---------------------- |
| Keepers            |               |               |                        |
| Jacky Munaron      | België        | 08-09-1956    | 1973-1974 FC Dinant    |
| Dirk Vekeman       | België        | 25-09-1960    | /                      |
| Verdedigers        |               |               |                        |
| Henrik Andersen    | Denemarken    | 07-05-1965    | 1982 Fremad Amager     |
| Walter De Greef    | België        | 13-11-1957    | 1975-1981 Beringen FC  |
| Michel De Groote   | België        | 18-10-1955    | 1977-1979 Club Luik    |
| Stéphane Demol     | België        | 11-03-1966    | /                      |
| Georges Grün       | België        | 25-01-1962    | /                      |
| Morten Olsen       | Denemarken    | 14-08-1949    | 1976-1980 RWDM         |
| Bruno Thoelen      | België        | 18-06-1964    | /                      |
| Luka Peruzović     | Joegoslavië   | 26-02-1952    | 1968-1980 Hajduk Split |
| Middenvelders      |               |               |                        |
| Frank Arnesen      | Denemarken    | 30-09-1956    | 1981-1983 Valencia     |
| Per Frimann        | Denemarken    | 04-06-1962    | 1981 FC Kopenhagen     |
| Arnór Guðjohnsen   | IJsland       | 30-07-1961    | 1978-1982 KSC Lokeren  |
| Wim Hofkens        | Nederland     | 27-03-1958    | 1976-1980 KSK Beveren  |
| Enzo Scifo         | België        | 19-02-1966    | /                      |
| René Vandereycken  | België        | 22-07-1953    | 1981-1983 Genoa        |
| Frank Vercauteren  | België        | 28-10-1956    | /                      |
| Aanvallers         |               |               |                        |
| Alex Czerniatynski | België        | 28-07-1960    | 1981-1982 Antwerp FC   |
| Erwin Vandenbergh  | België        | 26-01-1959    | 1976-1982 Lierse SK    |

### Technische staf
|                 |                       |               |
| Functie         | Naam                  | Nationaliteit |
| Coach           | Paul Van Himst (foto) | België        |
| Assistent-coach | Martin Lippens        | België        |
| Kinesitherapeut | Fernand Beeckman      | België        |

## Resultaten
Een overzicht van de competities waaraan Anderlecht in het seizoen 1984-1985 deelnam.
| Seizoen 1984/85  | Seizoen 1984/85 | Seizoen 1984/85    |
| Competitie       | Resultaat       | Uitgeschakeld door |
| ---------------- | --------------- | ------------------ |
| Eerste klasse    | Kampioen        |                    |
| Beker van België | Kwartfinale     | Club Luik          |
| UEFA Cup         | 1/8 finale      | Real Madrid        |

## Uitrustingen
Shirtsponsor(s): Generale Bank

Sportmerk: adidas
| Thuis | Uit | Doelman | Doelman |

## Transfers

### Zomer
| Naam           | Nationaliteit | Van/naar             | Type        |
| -------------- | ------------- | -------------------- | ----------- |
| Inkomend       |               |                      |             |
| Stéphane Demol | België        | RSC Anderlecht       | Eigen jeugd |
| Uitgaand       |               |                      |             |
| Kenneth Brylle | Denemarken    | PSV                  | Verkocht    |
| Dirk Fluyt     | België        | Union Saint-Gilloise | Verkocht    |
| Dirk Goossens  | België        | Lierse SK            | Verkocht    |

## Competitie

### Overzicht
| Speeldag  | 1 | 2 | 3 | 4 | 5 | 6  | 7  | 8  | 9  | 10 | 11 | 12 | 13 | 14 | 15 | 16 | 17 | 18 | 19 | 20 | 21 | 22 | 23 | 24 | 25 | 26 | 27 | 28 | 29 | 30 | 31 | 32 | 33 | 34 |
| --------- | - | - | - | - | - | -- | -- | -- | -- | -- | -- | -- | -- | -- | -- | -- | -- | -- | -- | -- | -- | -- | -- | -- | -- | -- | -- | -- | -- | -- | -- | -- | -- | -- |
| Resultaat | w | w | g | w | g | w  | g  | w  | w  | w  | w  | w  | g  | w  | w  | w  | w  | w  | g  | w  | w  | w  | w  | w  | w  | w  | g  | w  | g  | w  | w  | v  | w  | w  |
| Punten    | 2 | 4 | 5 | 7 | 8 | 10 | 11 | 13 | 15 | 17 | 19 | 21 | 22 | 24 | 26 | 28 | 30 | 32 | 33 | 35 | 37 | 39 | 41 | 43 | 45 | 47 | 48 | 50 | 51 | 53 | 55 | 55 | 57 | 59 |

### Klassement
|         |    |                            | P  | W  | G  | V  | +   | -  | DS  | Ptn |
| ------- | -- | -------------------------- | -- | -- | -- | -- | --- | -- | --- | --- |
| K       | 1  | RSC Anderlecht             | 34 | 26 | 7  | 1  | 100 | 25 | 75  | 59  |
| (UEFA)  | 2  | Club Brugge KV             | 34 | 19 | 10 | 5  | 80  | 46 | 34  | 48  |
| (UEFA)  | 3  | RFC Liégeois               | 34 | 17 | 12 | 5  | 64  | 36 | 28  | 46  |
| (UEFA)  | 4  | KSV Waregem                | 34 | 19 | 7  | 8  | 64  | 39 | 25  | 45  |
|         | 5  | KSK Beveren                | 34 | 17 | 7  | 10 | 67  | 32 | 35  | 41  |
|         | 6  | AA Gent                    | 34 | 14 | 12 | 8  | 62  | 36 | 26  | 40  |
|         | 7  | R. Antwerp FC              | 34 | 13 | 13 | 8  | 44  | 46 | −2  | 39  |
|         | 8  | R. Standard de Liège       | 34 | 10 | 13 | 11 | 42  | 43 | −1  | 33  |
|         | 9  | K. Waterschei SV Thor Genk | 34 | 9  | 14 | 11 | 29  | 37 | −8  | 32  |
|         | 10 | KSC Lokeren                | 34 | 10 | 10 | 14 | 55  | 59 | −4  | 30  |
| (beker) | 11 | KSV Cercle Brugge          | 34 | 10 | 9  | 15 | 33  | 51 | −18 | 29  |
|         | 12 | KV Mechelen                | 34 | 9  | 10 | 15 | 37  | 54 | −17 | 28  |
|         | 13 | KV Kortrijk                | 34 | 8  | 11 | 15 | 41  | 64 | −23 | 27  |
|         | 14 | RFC Sérésien               | 34 | 9  | 8  | 17 | 42  | 64 | −22 | 26  |
|         | 15 | K. Lierse SK               | 34 | 7  | 11 | 16 | 26  | 58 | −32 | 25  |
|         | 16 | K. Beerschot VAV           | 34 | 7  | 10 | 15 | 38  | 60 | −22 | 24  |
| D       | 17 | K. Sint-Niklase SK         | 34 | 6  | 9  | 19 | 42  | 78 | −36 | 21  |
| D       | 18 | Racing Jet de Bruxelles    | 34 | 5  | 9  | 20 | 38  | 76 | −38 | 19  |

P: wedstrijden gespeeld, W: wedstrijden gewonnen, G: gelijke spelen, V: wedstrijden verloren, +: gescoorde doelpunten, -: doelpunten tegen, DS: doelsaldo, Ptn: totaal punten
K: kampioen, D: degradeert, (beker): bekerwinnaar, (UEFA): geplaatst voor UEFA-beker

## Individuele prijzen
- Gouden Schoen - Enzo Scifo
- Man van het Seizoen - Morten Olsen

## Afbeeldingen

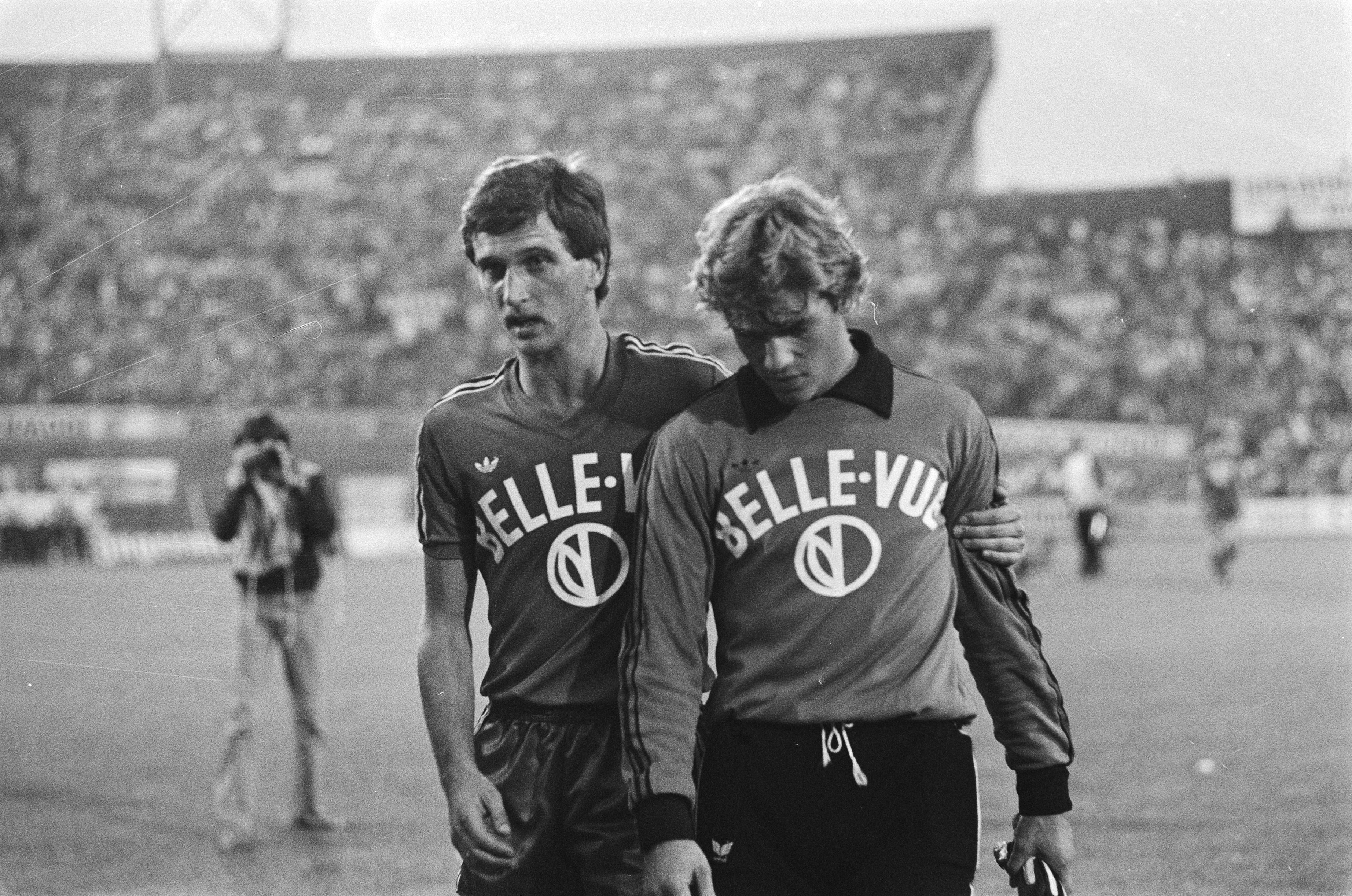
Jacky Munaron (doelman)
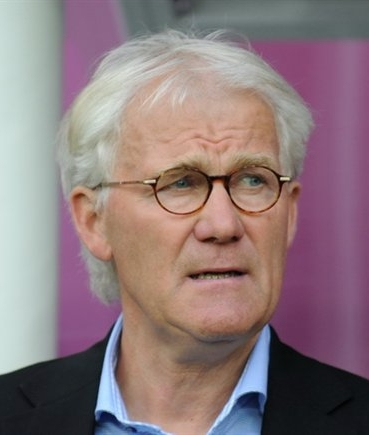
Morten Olsen (verdediger)
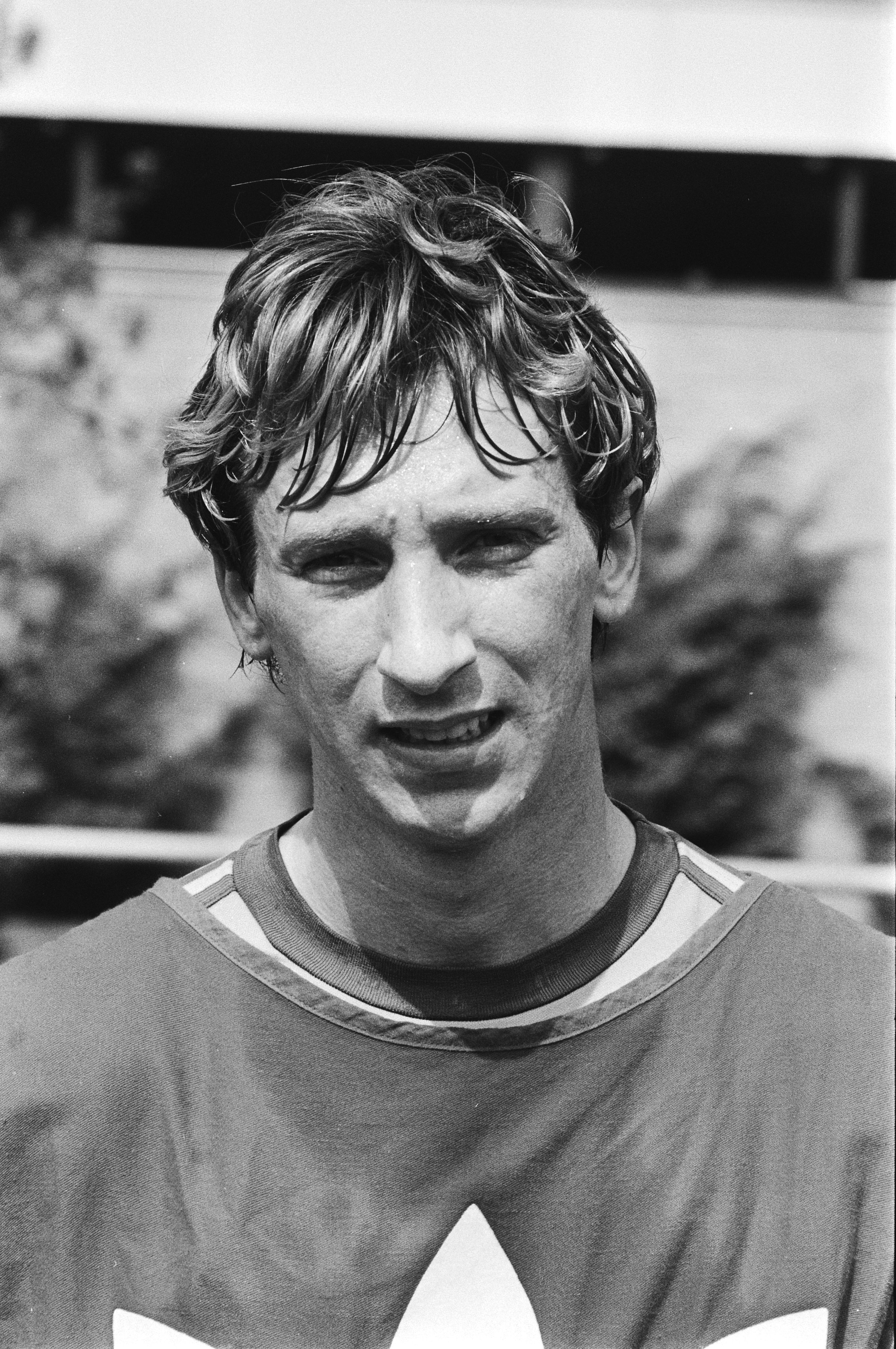
Wim Hofkens (middenvelder)